# Мезідон-Канон
Мезідо́н-Кано́н (фр. Mézidon-Canon) — колишній муніципалітет у Франції, у регіоні Нормандія, департамент Кальвадос. Населення — 4972 осіб (2011).
Муніципалітет був розташований на відстані близько 180 км на захід від Парижа, 25 км на південний схід від Кана.

## Історія
До 2015 року муніципалітет перебував у складі регіону Нижня Нормандія. Від 1 січня 2016 року належав до нового об'єднаного регіону Нормандія.
1 січня 2017 року Мезідон-Канон, Лез-Отьє-Папйон, Купезарт, Кревкер-ан-Ож, Круассанвіль, Граншам-ле-Шато, Лекод, Маньї-ла-Кампань, Маньї-ле-Фрель, Ле-Меній-Може, Монтей, Персі-ан-Ож, Сен-Жульєн-ле-Фокон i В'є-Фюме було об'єднано в новий муніципалітет Мезідон-Валле-д'Ож.

## Демографія
Динаміка населення (INSEE ):
Розподіл населення за віком та статтю (2006):
| Стать | Всього | До 15 років | 15-24 | 25-44 | 45-64 | 65-85 | Понад 85 |
| --- | ------ | ----------- | ----- | ----- | ----- | ----- | -------- |
| Чоловіки | 2197   | 480         | 301   | 552   | 552   | 260   | 52       |
| Жінки | 2484   | 508         | 296   | 564   | 552   | 432   | 132      |
| \| Статево-вікова піраміда \| Статево-вікова піраміда \| Статево-вікова піраміда \| \| ----------------------- \| ----------------------- \| ----------------------- \| \| Чоловіки \| Вік \| Жінки \| \| 52 \| 85 + \| 132 \| \| 52 \| 80-84 \| 116 \| \| 68 \| 75-79 \| 140 \| \| 68 \| 70-74 \| 88 \| \| 72 \| 65-69 \| 88 \| \| 116 \| 60-64 \| 108 \| \| 112 \| 55-59 \| 120 \| \| 196 \| 50-54 \| 144 \| \| 128 \| 45-49 \| 180 \| \| 160 \| 40-44 \| 160 \| \| 164 \| 35-39 \| 144 \| \| 132 \| 30-34 \| 136 \| \| 96 \| 25-29 \| 124 \| \| 117 \| 20-24 \| 144 \| \| 184 \| 15-20 \| 152 \| \| 188 \| 10-14 \| 156 \| \| 152 \| 5-9 \| 168 \| \| 140 \| 0-4 \| 184 \| |        |             |       |       |       |       |          |
| Статево-вікова піраміда |        |             |       |       |       |       |          |
| Чоловіки | Вік    | Жінки       |       |       |       |       |          |
| 52 | 85 +   | 132         |       |       |       |       |          |
| 52 | 80-84  | 116         |       |       |       |       |          |
| 68 | 75-79  | 140         |       |       |       |       |          |
| 68 | 70-74  | 88          |       |       |       |       |          |
| 72 | 65-69  | 88          |       |       |       |       |          |
| 116 | 60-64  | 108         |       |       |       |       |          |
| 112 | 55-59  | 120         |       |       |       |       |          |
| 196 | 50-54  | 144         |       |       |       |       |          |
| 128 | 45-49  | 180         |       |       |       |       |          |
| 160 | 40-44  | 160         |       |       |       |       |          |
| 164 | 35-39  | 144         |       |       |       |       |          |
| 132 | 30-34  | 136         |       |       |       |       |          |
| 96 | 25-29  | 124         |       |       |       |       |          |
| 117 | 20-24  | 144         |       |       |       |       |          |
| 184 | 15-20  | 152         |       |       |       |       |          |
| 188 | 10-14  | 156         |       |       |       |       |          |
| 152 | 5-9    | 168         |       |       |       |       |          |
| 140 | 0-4    | 184         |       |       |       |       |          |

## Економіка
2010 року серед 2945 осіб працездатного віку (15—64 років) 2063 були активними, 882 — неактивними (показник активності 70,1%, у 1999 році було 66,6%). З 2063 активних мешканців працювало 1828 осіб (1029 чоловіків та 799 жінок), безробітними було 235 (94 чоловіки та 141 жінка). Серед 882 неактивних 249 осіб було учнями чи студентами, 293 — пенсіонерами, 340 були неактивними з інших причин.

У 2010 році в муніципалітеті числилось 2027 оподаткованих домогосподарств, у яких проживали 4913,5 особи, медіана доходів виносила 15 597 євро на одного особоспоживача